# Ranatra
Genre
Synonymes
- Miyamotoa Lee, 1991[2]
- Amphischizops Montandon, 1898[3]

Ranatra est un genre d'insectes aquatiques hétéroptères (punaises) de la famille des Nepidae comprenant de nombreuses espèces.

## Description

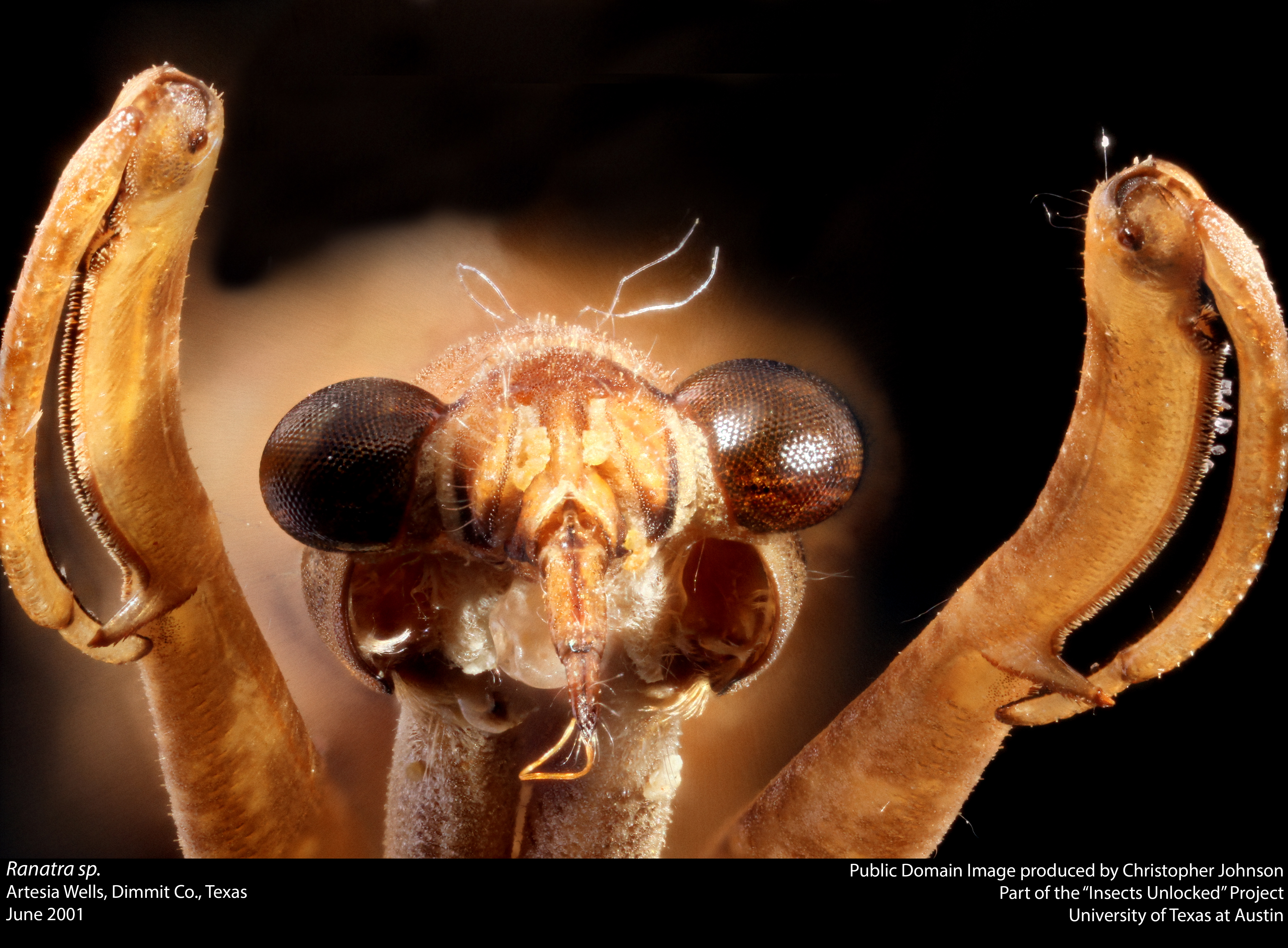
Portrait de Ranatra sp. en gros plan.

Les Ranatra ont un corps allongé, fin, de section semi-circulaire (par contraste avec Austronepa), souvent de couleur brunâtre à jaunâtre ou grisâtre, avec le dessus de l'abdomen pouvant être coloré de rouge. La face ventrale de l'abdomen paraît séparée en quatre bandes longitudinales, car les segments latéraux de l'abdomen (parasternites) sont cachés par un enroulement latéral des segments dorsaux. Les antennes sont courtes, compactes, à trois articles. La distance entre les hanches (coxae) médianes est inférieure au diamètre d'une de ces hanches (contrairement à Goondnomdanepa). Ce genre se distingue du genre Cercotmetus par des yeux non réfléchis vers le bas, des fémurs antérieurs plus longs que le pronotum, des tibias médians et postérieurs sans longues franges de poils natatoires et un siphon abdominal (tube respiratoire placé à l'extrémité de l'abdomen) en général plus long,. Leur taille peut aller de 20 à 43 mm sans le siphon, lequel peut mesurer de 8 à 32 mm.
Les juvéniles sont semblables aux adultes mais plus petits et sans ailes. Les œufs sont pourvus de deux longs tubes respiratoires.

### Confusions
On pourrait parfois confondre les Ranatra avec des Hydromètres, qui ont également le corps allongé, mais celles-ci n'ont pas de pattes ravisseuses, ni de siphon respiratoire à l'extrémité de l'abdomen, elles ont une tête allongée et de longues antennes, et sont semi-aquatiques (elles restent à la surface).

## Répartition et habitat
Ce genre est cosmopolite, c'est-à-dire qu'on le rencontre sur tous les continents (excepté l'Antarctique). La plus grande diversité se rencontre dans la zone néotropicale (Amérique centrale et du Sud, Caraïbes), avec près de 70 espèces, ainsi que dans la zone indomalaise (Asie du Sud-Est) avec une quarantaine d'espèces. On en rencontre une vingtaine d'espèces en Afrique, la zone néarctique en compte une dizaine,,, le Paléarctique au total trois espèces, et l'Australie trois espèces également. Aucune espèce n'est commune à l'hémisphère est et à l'hémisphère ouest.
En Europe occidentale, on n'en rencontre qu'une seule espèce, la Ranatre linéaire (Ranatra linearis), présente dans toute l'Europe, dont la France, et la Belgique.
Au Québec, on en rencontre trois espèces: R. fusca, R. kirkaldyi et R. nigra.

### Habitat
On rencontre les Ranatra en eau douce ou saumâtre, en général dans les plans d'eau calmes (lentiques), le plus souvent dans les enchevêtrements d'herbes et de branches submergées, avec lesquels elles se confondent. On peut toutefois parfois les rencontrer dans des cours d'eau.
On a toutefois même rencontré des ranatres dans des eaux hypersalines (avec 110 g/litre de sel) en Crimée, dans un plan d'eau proche du lac Tobechikskoye, dans la péninsule de Kertch. Elles s'y nourriraient de Copépodes, de larves de Chironomidae et d'Artémies.

## Biologie

### Vie aquatique

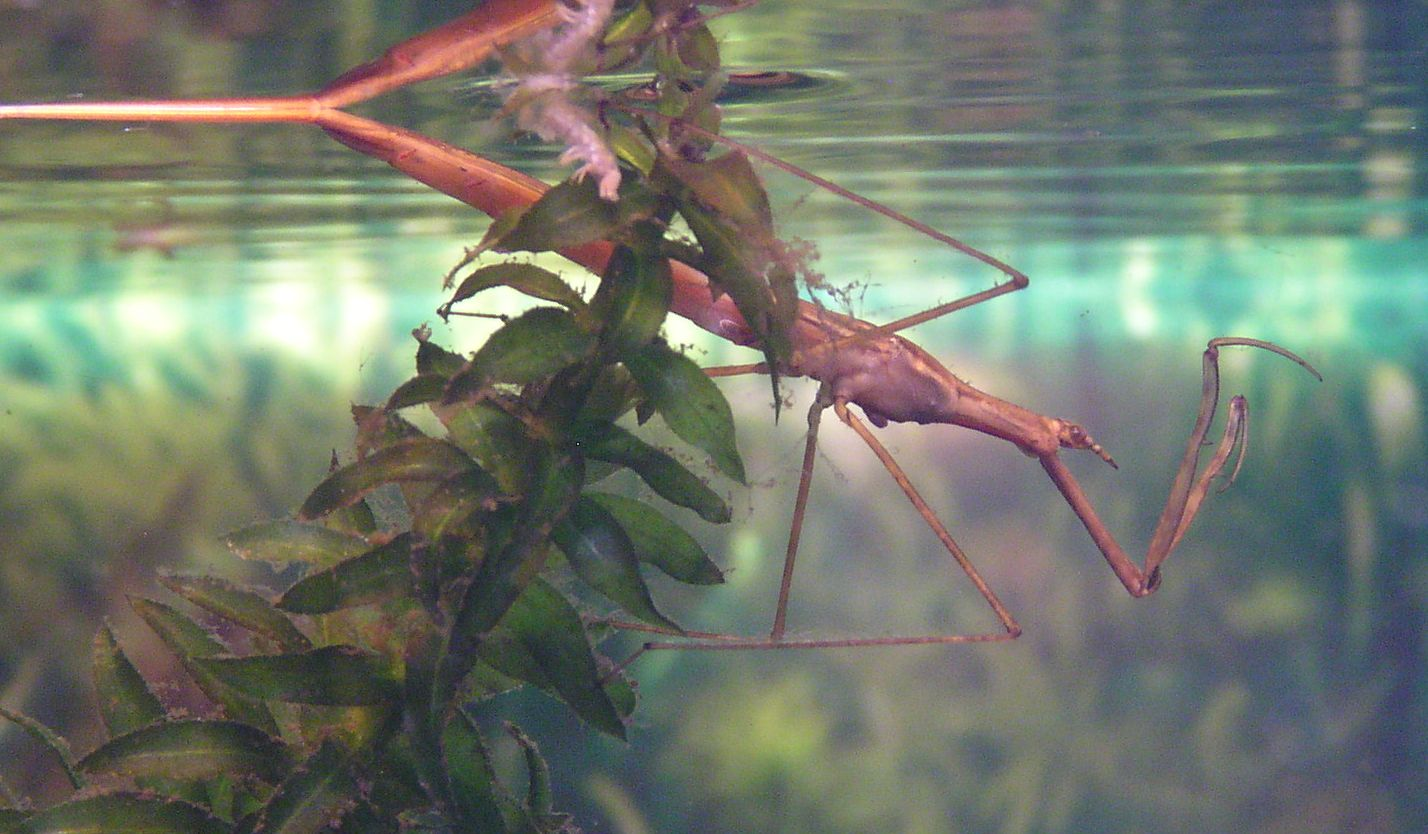
Ranatre linéaire avec le siphon respiratoire abdominal à la surface de l'eau.

Les Ranatra sont adaptées à la vie subaquatique, avec notamment un siphon respiratoire (sorte de "tuba") placé à l'extrémité de l'abdomen.  L'air aspiré est stocké en bulle entre les ailes et l'abdomen dans des poils hydrofuges, où il est ensuite absorbé. Mais l'oxygène rejoint également la bulle d'air depuis l'eau, ce qui fait que dans des eaux très oxygénées, l'insecte n'a que rarement besoin de remonter à la surface. Elles ont aussi des hydrostabilisateurs, leur permettant de garder leur position dans l'eau, ainsi que des organes permettant de mesurer la pression de l'eau liée à la profondeur (Wright 1997). Les antennes portent des sensilles, qui remplissent plusieurs fonctions de détection (thermique, chimique, etc.). Les œufs sont attachés à la végétation, juste en dessous de la surface, et peuvent également respirer sous l'eau grâce à deux longs filaments pneumatiques. Les paires de pattes médianes et postérieures sont utilisées pour la nage. Les Ranatres sont toutefois capables de voler, et donc de rejoindre et de quitter des mares, les plus souvent de nuit. Elles semblent se repérer aux reflets sur les plans d'eau. Certaines sont trompées par les reflets sur des pare-brises de voitures. 

### Alimentation

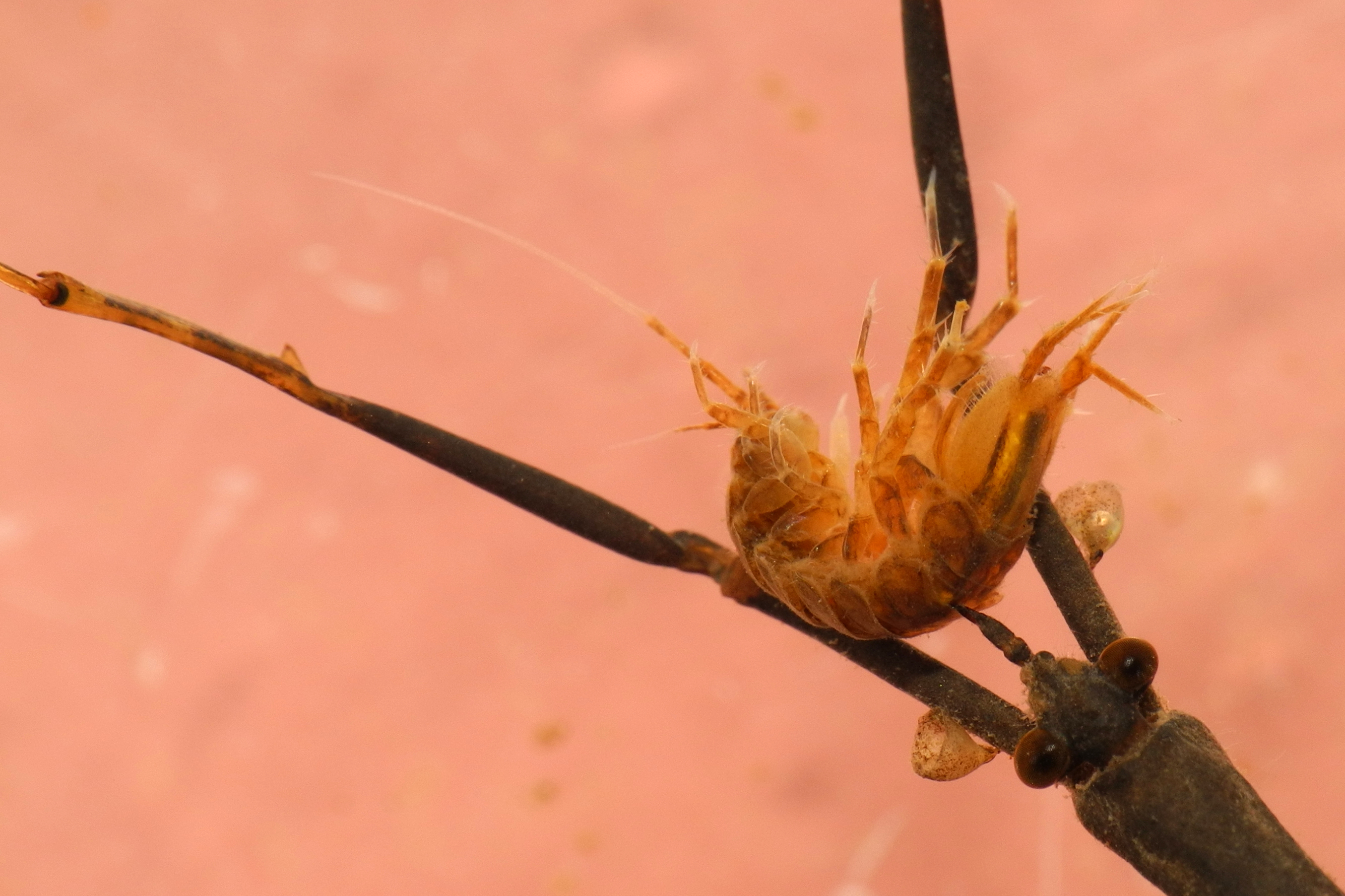
Ranatra sp. ayant capturé une aselle

Il s'agit de punaises prédatrices, qui mangent des larves d'insectes (notamment de moustiques), d'autres insectes aquatiques, des crustacés (ostracodes, amphipodes, daphnies, etc.), voire des têtards et des petits poissons. Elles chassent en se tenant à l'affût, immobiles, accrochées par les deux paires de pattes arrière, le corps parallèle à la végétation, avec l'apparence d'une brindille (d'où leur nom anglais de « water stick insects », littéralement « phasmes d'eau »), et la paire de pattes avant ravisseuses prêtes à saisir la proie. Elles peuvent même attraper deux proies à la fois, avec chacune de leurs pattes avant. Chez une espèce endémique d'une doline inondée en Arizona, Montezuma Well, la chasse se fait selon une technique différente, à la nage en eau libre.

### Cycle de développement
Chez Ranatra parvipes, lors de la ponte, la femelle insère son ovipositeur dans les tissus végétaux et le retire à chacun des oeufs pondus, qui sont dès lors attachés au végétal par deux filaments. Chez d'autres espèces, les œufs (R. chinensis, R. fusca) sont pondus dans des bancs de limon. Chez R. parvipes, l’œuf, d'abord blanc, se teinte en orange au fur et à mesure de sa maturation. Le développement embryonnaire dure de 7 à 12 jours. Après l'éclosion, le juvénile passe par 5 stades et 5 mues avant de devenir adulte: le stade 1 dure 6 jours, le stade 2, 4 jours, le stade 3, qui voit apparaître les ébauches alaires, 4 jours également, le stade 4, qui voit l'allongement des ailes postérieures, 6 jours, et le stade 5 11 jours. L'insecte atteint le stade adulte 31 jours après l'éclosion. 
Chez Ranatra elongata, cette durée est de 40 à 45 jours, et chez R. fusca en 47 jours.

Les Ranatra hivernent au stade adulte, en se déplaçant parfois vers des eaux courantes. Elles hivernent dans la litière de la végétation aquatique. Le ralentissement du métabolisme et le mécanisme d'absorption de l'oxygène de l'eau dans la bulle retenue sur l'abdomen leur permet de rester sous l'eau sans remonter à la surface. Les Ranatra sont souvent bivoltines (deux générations par an), voire avec jusqu'à trois générations.

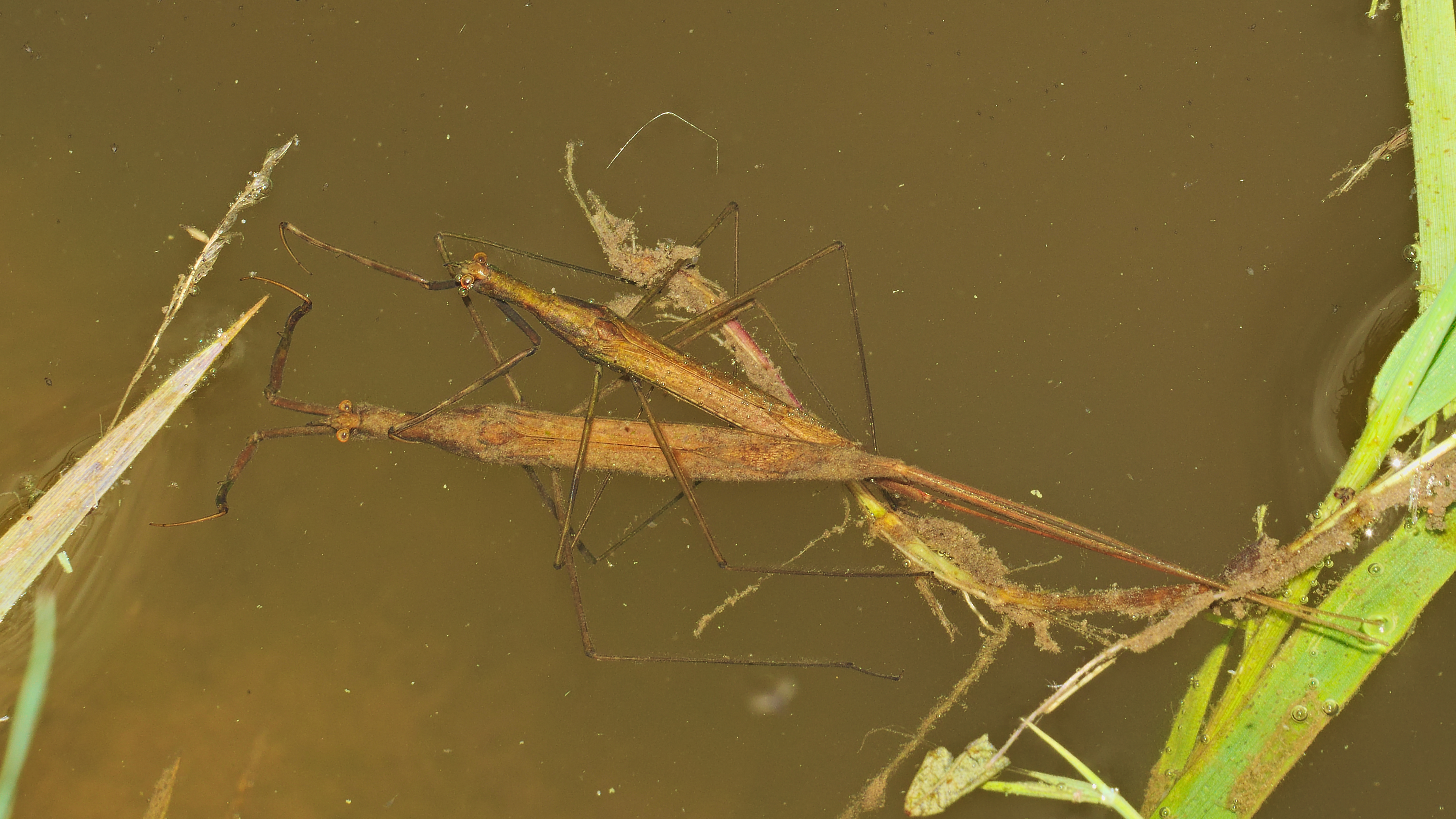
Accouplement de Ranatres linéaires.
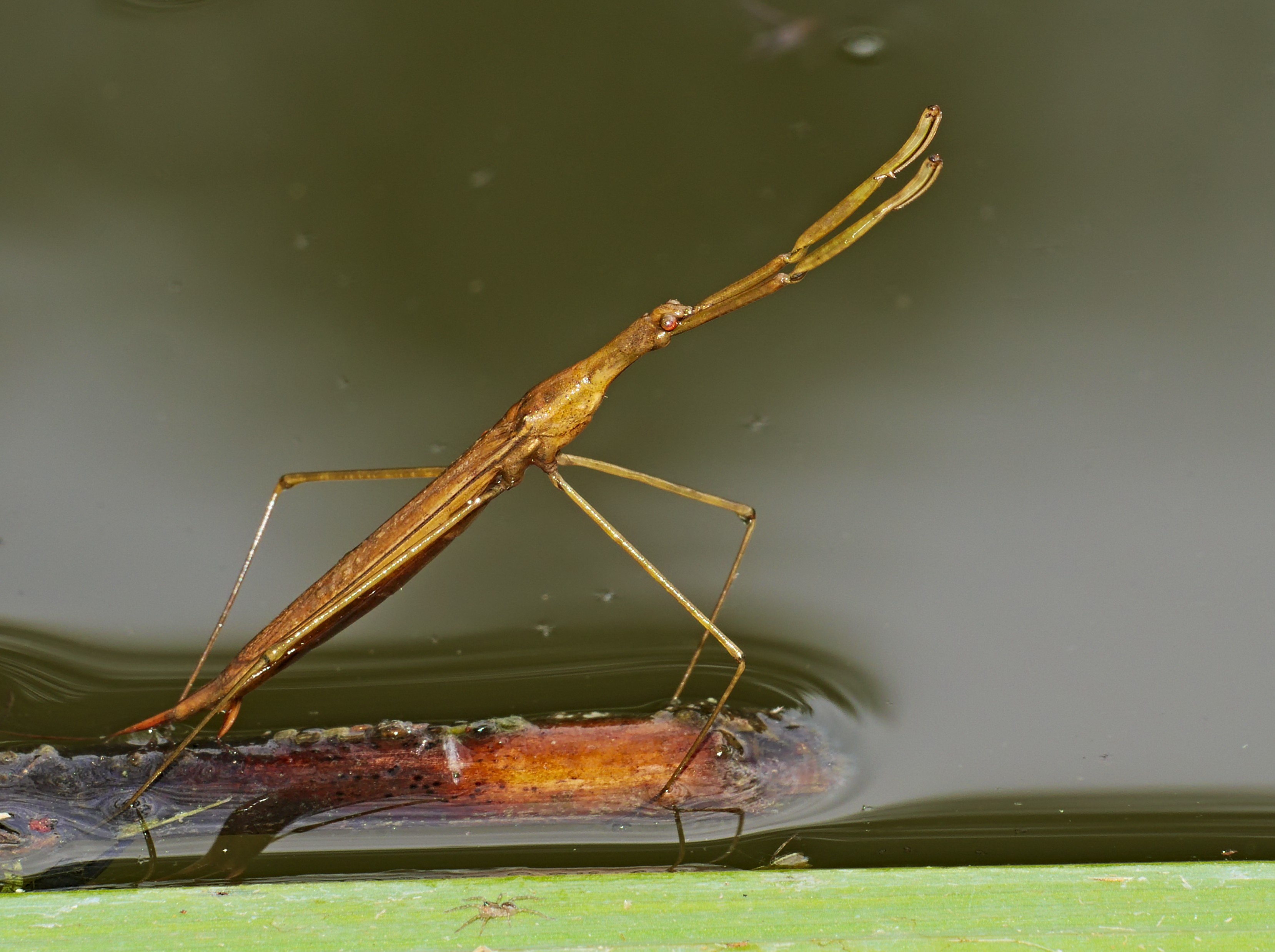
Femelle de Ranatre linéaire en train de pondre.
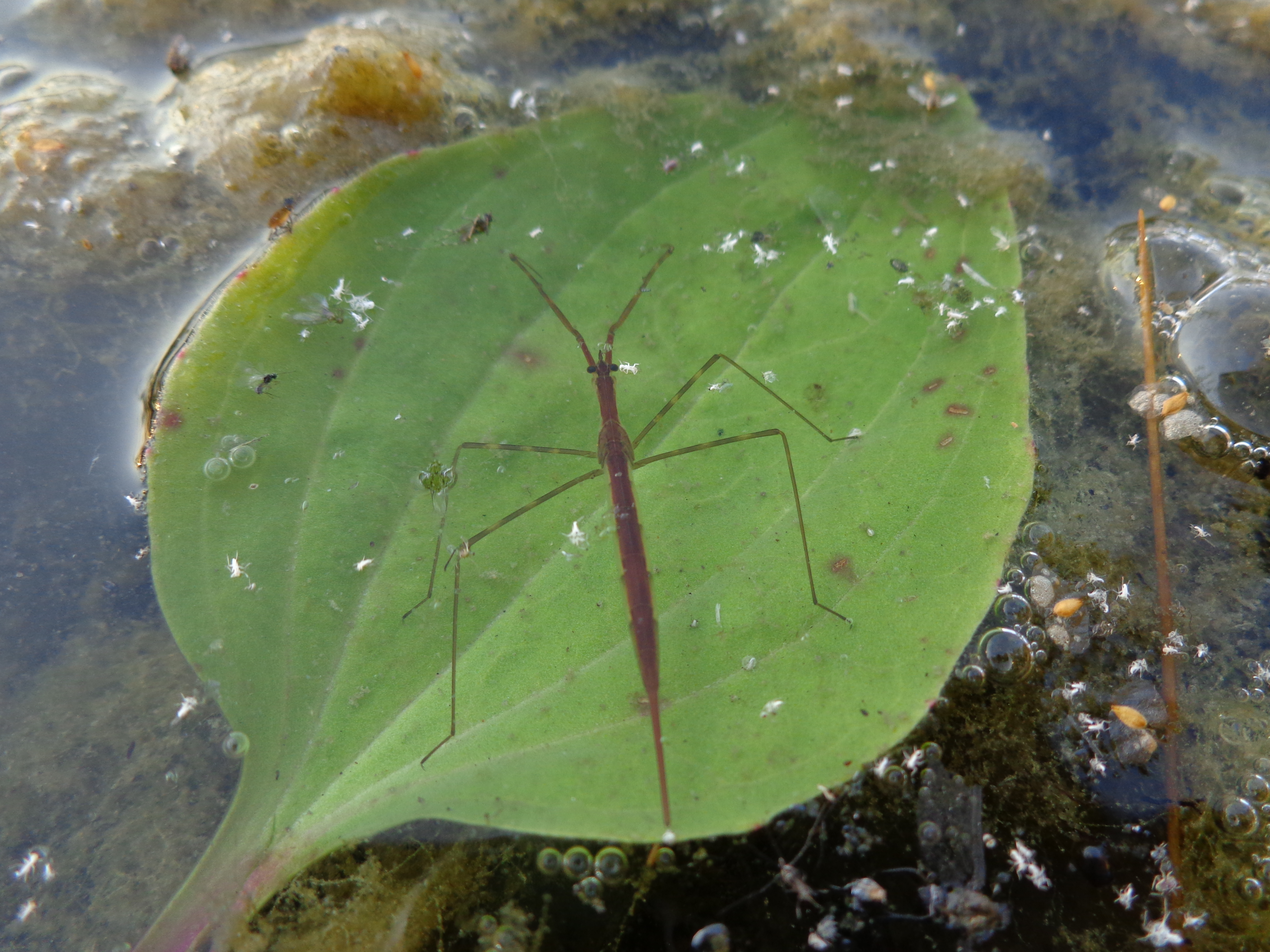
Juvénile de stade III de Ranatre linéaire, dont on voit les premières ébauches alaires.

### Stridulation
Certaines espèces sont capables de striduler,.

### Parasites
On a reconnu divers parasites chez les Ranatra, notamment des Rhizopodes (amibes), Prestwichia aquatica Lubbock (Trichogrammatidae) et Thoron sp. (Scelioninae), ainsi que par des Hydrachna (acariens). Selon une étude, ces derniers affectaient 15% à 65% des Ranatres observées.

## Systématique
Le genre Ranatra a été décrit par l'entomologiste danois Johann Christian Fabricius en 1790, soit encore au XVIIIe siècle, afin de séparer la Ranatre linéaire de la Nèpe, que Linné avait placé dans le même genre. Une intuition et une hypothèse justes puisqu'aujourd'hui, chacun de ces deux genres est le type de l'une des deux sous-familles des Nepidae, respectivement les Ranatrinae et les Nepinae. Il forme, avec le genre Cercotmetus, la tribu des Ranatrini. Le nom « Ranatra » aurait été formé à partir de Rana, le nom latin de la grenouille.

Ce genre comprend aujourd'hui plus de 140 espèces, dont la phylogénie n'est pas encore pleinement établie. On estime qu'il y a eu plusieurs foyers de spéciation distincts. Certains sous-genres ont été proposés mais n'ont pour l'instant pas été retenus,. Par contre, I. Lansbury a proposé des groupes d'espèces, une logique qui perdure aujourd'hui, avec de nouvelles propositions de groupes complémentaires.

Ranatra chinensis, espèce orientale, dessin
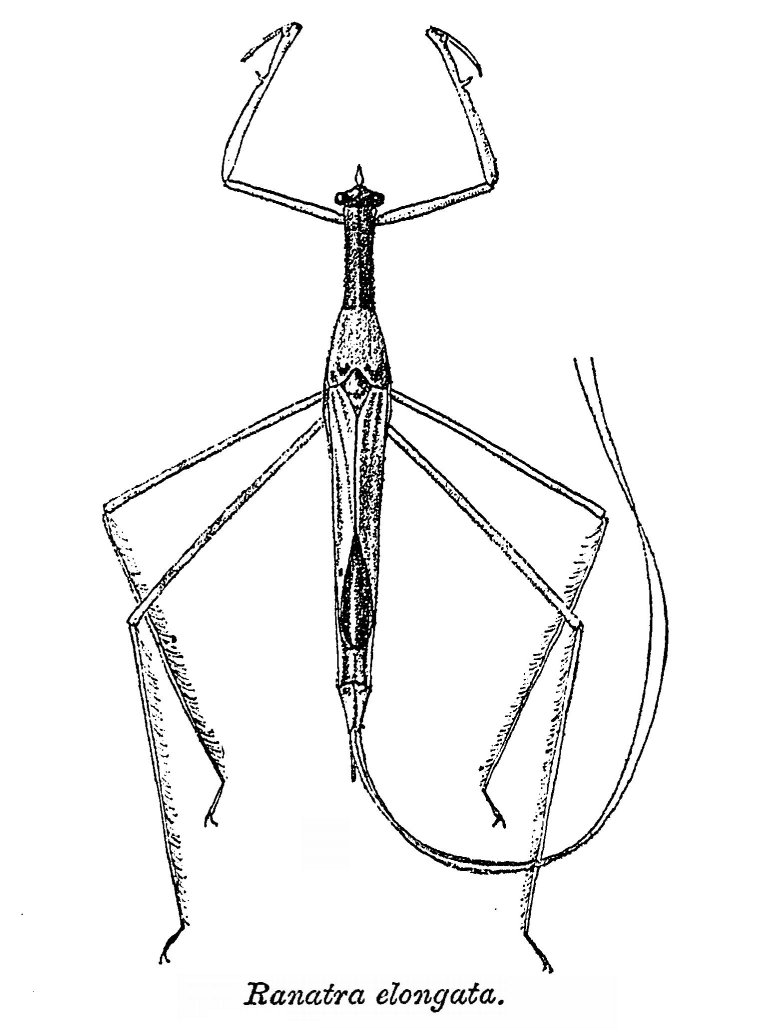
Ranatra elongata, espèce indomalaise, dessin de 1908.
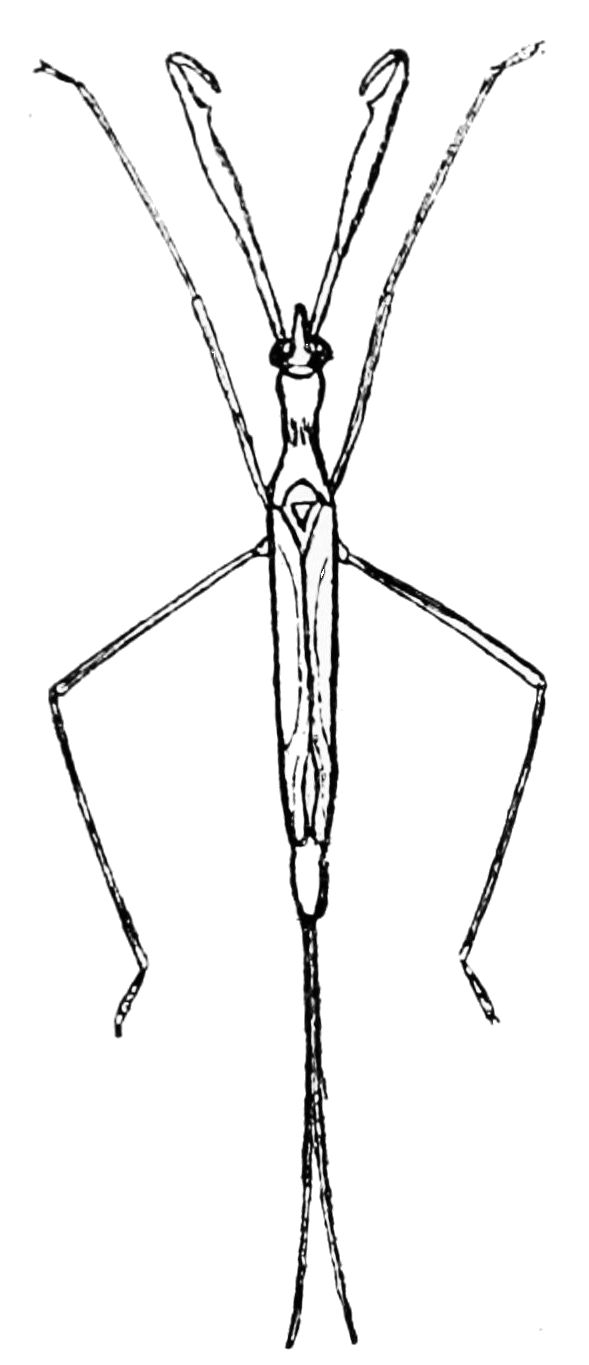
Ranatra fusca (espèce nord-américaine), dessin de 1893.
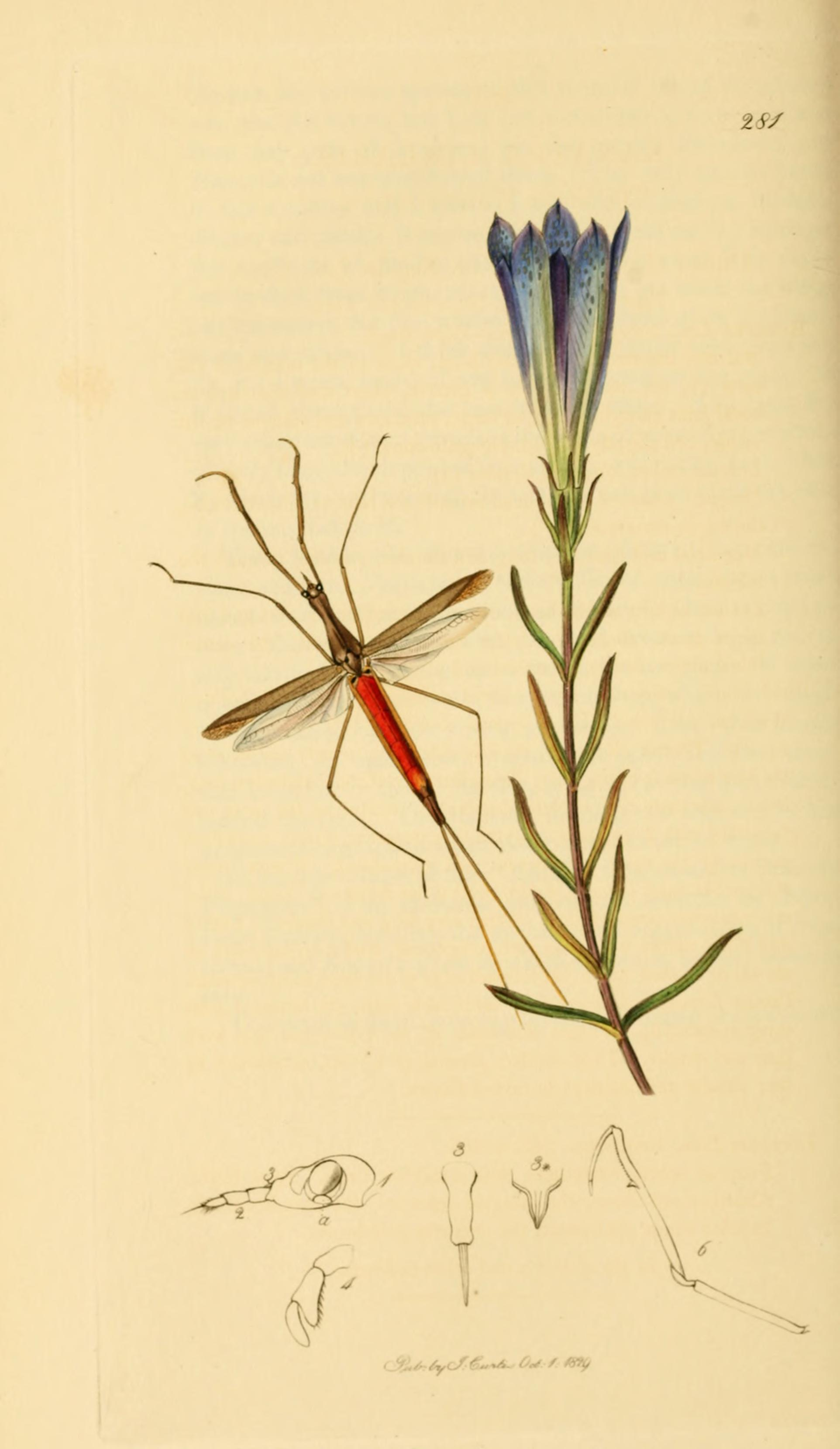
Ranatra linearis, l'espèce européenne, dessin de John Curtis
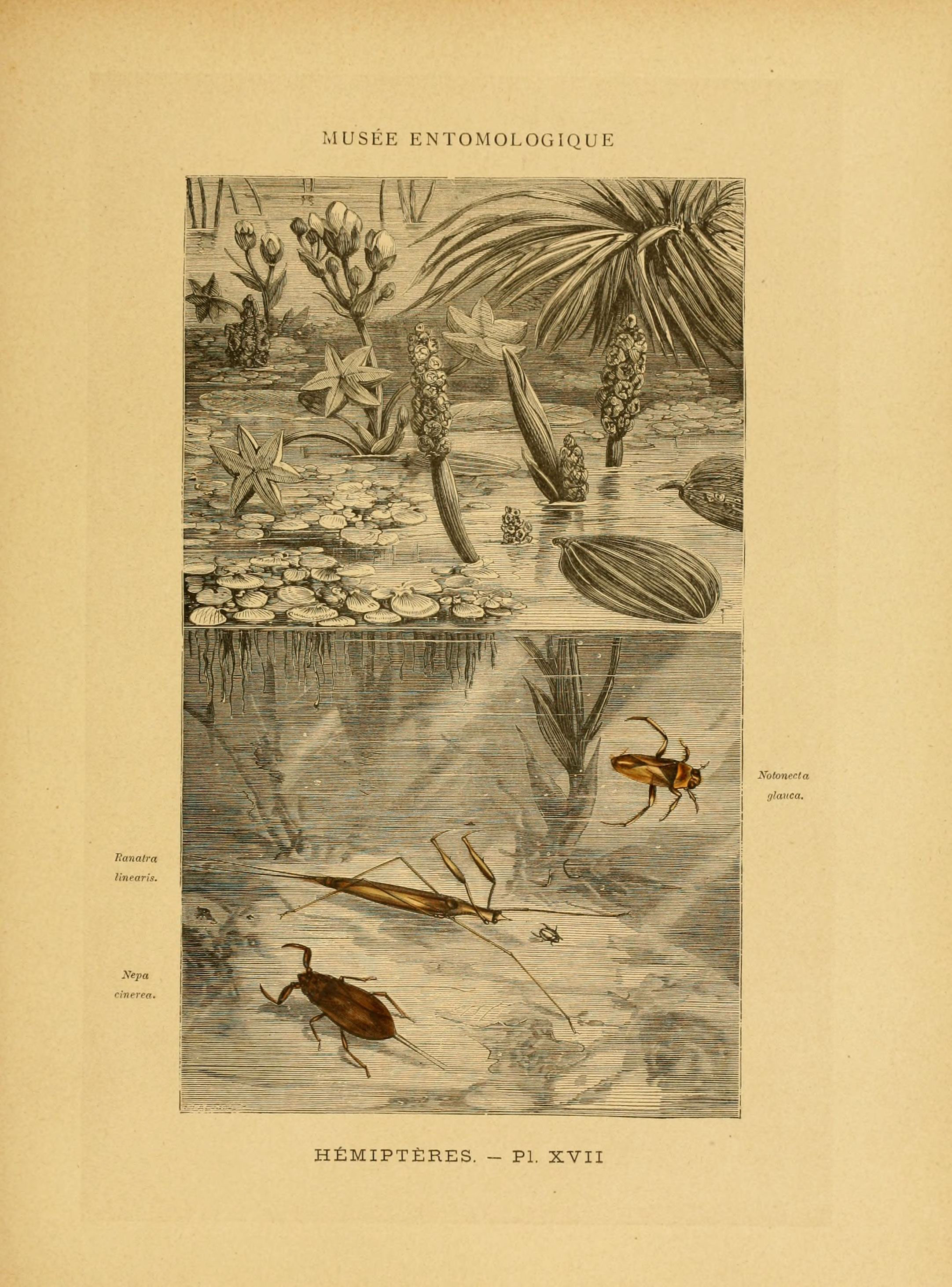
Ranatre linéaire, gravure de 1878

### Groupes d'espèces
Les groupes d'espèces répertoriés sont les suivants (la liste peut être incomplètes, de même que les espèces de chaque groupe).
Groupes de la région indomalaise:
- Groupe de R. bilobata: R. bilobata (Vietnam), R. sulawesii, R. sterea (cette dernière ayant toutefois été également considérée comme formant isolément son propre groupe séparé[20])[30],[31]
- Groupe de R. biroi: R. biroi, R. cardamomensis, R. digitata, R. flagellata, R. incisa, R. libera, R. longipes (deux sous-espèces: la sous-espèce nominale (Kalimantan, Sabah, Sarawak) et R. l. celebensis des Célèbes), R. luzonensis (Philippines), R. natunaensis (îles Natuna), R. nieseri (Vietnam), R. palawanensis (Philippines), R. rafflesi (Sarawak), R. recta, R. thai, R. titilaensis[32].

- Groupe de R. elongata: R. chinensis, R. dispar, R elongata, R. feana, R. megalops[30];
- Groupe de R. filiformis: R. filiformis, R. akoitachta, R. diminuta, R. occidentalis[30].

- Groupe de R. gracilis : R. gracilis (de l'Inde au Vietnam), R. distanti (îles Andaman et Nicobar), R. heoki (Malaisie, Indonésie)[27], R. lansburyi (Myanmar, Thaïlande, Yunnan), R. odontomeros (Thaïlande), R. parmata (Thaïlande à Indonésie et Hainan), R. schuhi (Myanmar)[33], R. spinifrons, et cinq espèces des Philippines, R. bendanilloi, R. bisaya, R. curticauda, R. pangantihoni, et R. stali[30].

- Groupe de R. malayana : R. katsara, R. malayana[30];
- Groupe de R. varipes : R. falloui, R. unicolor, R. varipes[30].

Groupes d'autres régions :
- Groupe de R. grandocula (groupe d'espèces africaines) : R. capensis, R. grandocula, R. spatulata[34];
- Groupe de R. annulipes (groupe d'espèces néotropicales) : R. absona, R. acapulcana, R. annulipes, R. costalimai[35], R. jamaicana, R. sagrai, R. similis, R. zeteki[36].
- Groupe de R. quadridentata (espèces d'Amérique du Nord et centrale): R. brevicollis, R. fusca, R. montezuma, R. quadridentata[34].

### Liste d'espèces
Selon BioLib (12 février 2023), complété à partir des publications récentes :
- Ranatra absona Drake & De Carlo, 1953
- Ranatra acapulcana Drake & De Carlo, 1953
- Ranatra adelmorpha Nieser, 1975
- Ranatra adelomorpha Kuitert, 1949
- Ranatra aethiopica Montandon, 1903
- Ranatra akoitachta Nieser, 1996
- Ranatra ameghinoi De Carlo, 1970
- Ranatra annulipes Stål, 1854
- Ranatra attenuata Kuitert, 1949
- Ranatra australis Hungerford, 1922
- Ranatra bachmanni De Carlo, 1954
- Ranatra bendanilloi Tran & Zettel 2021
- Ranatra bilobata Tran & Nguyen, 2016
- Ranatra biroi Lundblad, 1933
- Ranatra bisaya Tran & Zettel 2021
- Ranatra bottegoi Montandon, 1903
- Ranatra brasiliensis De Carlo, 1946
- Ranatra brevicauda Montandon, 1905
- Ranatra brevicollis Montandon, 1910
- Ranatra buenoi Hungerford, 1922
- Ranatra camposi Montandon, 1907
- Ranatra capensis Germar, 1837
- Ranatra cardamomensis Zettel, Phauk, Kheam & Freitag, 2017
- Ranatra chagasi De Carlo, 1946
- Ranatra chariensis Poisson, 1949
- Ranatra chinensis Mayr, 1865
- Ranatra cinnamomea Distant, 1904
- Ranatra compressicollis Montandon, 1898
- Ranatra costalimai De Carlo, 1954
- Ranatra cruzi De Carlo, 1950
- Ranatra curtafemorata Kuitert, 1949
- Ranatra curticauda Tran & Zettel 2021
- Ranatra denticulipes Montandon, 1907
- Ranatra digitata Hafiz & Pradhan, 1947
- Ranatra diminuta Montandon, 1907
- Ranatra dispar Montandon, 1903
- Ranatra distanti Montandon, 1910
- Ranatra doesburgi De Carlo, 1963
- Ranatra dolichodentata Kuitert, 1949
- Ranatra drakei Hungerford, 1922
- Ranatra ecuadoriensis De Carlo, 1950
- Ranatra elongata Fabricius, 1790
- Ranatra emaciata Montandon, 1907
- Ranatra fabricii Guérin-Méneville, 1857
- Ranatra falloui Montandon, 1907
- Ranatra feana Montandon, 1903
- Ranatra fianarantsoana Poisson, 1963
- Ranatra filiformis Fabricius, 1790
- Ranatra flagellata Lansbury, 1972
- Ranatra flokata Nieser & Burmeister, 1998
- Ranatra fusca Palisot de Beauvois, 1820
- Ranatra fuscoannulata Distant, 1904
- Ranatra galantae Nieser, 1969
- Ranatra gracilis Dallas, 1850
- Ranatra grandicollis Montandon, 1907
- Ranatra grandocula Bergroth, 1893
- Ranatra hechti De Carlo, 1967
- Ranatra heoki Tran & Roggi, 2019
- Ranatra heydeni Montandon, 1909
- Ranatra horvathi Montandon, 1910
- Ranatra hungerfordi Kuitert, 1949
- Ranatra incisa Chen, Nieser & Ho, 2004
- Ranatra instaurata Montandon, 1914
- Ranatra insulata Barber, 1939
- Ranatra jamaicana Drake & De Carlo, 1953
- Ranatra katsara Nieser, 1997
- Ranatra kirkaldyi Torre-Bueno, 1905
- Ranatra lanei De Carlo, 1946
- Ranatra lansburyi Chen, Nieser & Ho, 2004
- Ranatra lenti De Carlo, 1950
- Ranatra lethierryi Montandon, 1907
- Ranatra libera Zettel, 1999
- Ranatra linearis (Linnaeus, 1758)
- Ranatra longipes Stål, 1861
- Ranatra lualalai Poisson, 1964
- Ranatra lubwae Poisson, 1965
- Ranatra luzonensis Tran & Zettel, 2021
- Ranatra machrisi Nieser & Burmeister, 1998
- Ranatra macrophthalma Herrich-Schaffer, 1849
- Ranatra maculosa Kuitert, 1949
- Ranatra magna Kuitert, 1949
- Ranatra malayana Lundblad, 1933
- Ranatra mediana Montandon, 1910
- Ranatra megalops Lansbury, 1972
- Ranatra mixta Montandon, 1907
- Ranatra moderata Kuitert, 1949
- Ranatra montei De Carlo, 1946
- Ranatra montezuma Polhemus, 1976
- Ranatra natalensis Distant, 1904
- Ranatra natunaensis Lansbury, 1972
- Ranatra neivai De Carlo, 1946
- Ranatra nieseri Tran & Nguyen, 2016
- Ranatra nigra Herrich-Schaeffer, 1849
- Ranatra nodiceps Gerstaecker, 1873
- Ranatra obscura Montandon, 1907
- Ranatra occidentalis Lansbury, 1972
- Ranatra odontomeros Nieser, 1996
- Ranatra oliveiracesari De Carlo, 1946
- Ranatra operculata Kuitert, 1949
- Ranatra ornitheia Nieser, 1975
- Ranatra palawanensis Tran & Zettel, 2021
- Ranatra pangantihoni Tran & Zettel 2021
- Ranatra parmata Mayr, 1865
- Ranatra parvipes Signoret, 1861
- Ranatra parvula Kuitert, 1949
- Ranatra pittieri Montandon, 1910
- Ranatra quadridentata Stål, 1862
- Ranatra rabida White, 1879
- Ranatra rafflesi Tran & D. Polhemus, 2012
- Ranatra rapax Stål, 1865
- Ranatra recta Chen, Nieser & Ho, 2004
- Ranatra robusta Montandon, 1905
- Ranatra sagrai Drake & De Carlo, 1953
- Ranatra sarmientoi De Carlo, 1967
- Ranatra sattleri De Carlo, 1967
- Ranatra schuhi Polhemus & Polhemus, 2012
- Ranatra segrega Montandon, 1913
- Ranatra signoreti Montandon, 1905
- Ranatra similis Drake & De Carlo, 1953
- Ranatra siolii De Carlo, 1970
- Ranatra sjostedti Montandon, 1911
- Ranatra spatulata Kuitert, 1949
- Ranatra spinifrons Montandon, 1905
- Ranatra spoliata Montandon, 1912
- Ranatra stali Montandon, 1905
- Ranatra sterea Chen, Nieser & Ho, 2004
- Ranatra subinermis Montandon, 1907
- Ranatra sulawesii Nieser & Chen, 1991
- Ranatra surinamensis De Carlo, 1963
- Ranatra texana Hungerford, 1930
- Ranatra thai Lansbury, 1972
- Ranatra titilaensis Hafiz & Pradhan, 1947
- Ranatra travassosi De Carlo, 1950
- Ranatra tridentata Poisson, 1965
- Ranatra tuberculifrons Montandon, 1907
- Ranatra unicolor Scott, 1874
- Ranatra unidentata Stål, 1861
- Ranatra usingeri De Carlo, 1970
- Ranatra varicolor Distant, 1904
- Ranatra varipes Stål, 1861
- Ranatra vitshumbii Poisson, 1949
- Ranatra wagneri Hungerford, 1929
- Ranatra weberi De Carlo, 1970
- Ranatra williamsi Kuitert, 1949
- Ranatra zeteki Drake & De Carlo, 1953